# Loban
Loban (en rus: Лобан) és un poble de l'óblast d'Arkhànguelsk, a Rússia, segons el cens del 2012 tenia 6 habitants.